# Шерлок і донька
«Шерлок і донька» — детективний телесеріал, створений Бренданом Фолі разом із директором фільму Джеймсом Даффом за мотивами оповідань про Шерлока Холмса сера Артура Конан Дойла .
Прем'єра серіалу відбулася 16 квітня 2025 року на каналах The CW та Discovery+ .

## Передісторія
У 1896 році Шерлок Голмс виявляється втягнутим у зловісну змову, до якої залучений його заклятий ворог, професор Моріарті, і зрештою об'єднує зусилля з Амелією Рохас, молодою корінною американкою, чию матір нещодавно вбили. Поки вони працюють разом над розкриттям справи, Амелія також прагне довести, що великий детектив — її давно зниклий батько.

## Акторський склад та персонажі

### Основні
- Девід Тьюліс у ролі Шерлока Холмса, відомого приватного детектива, який мешкає за адресою Бейкер-стріт, 221B, і прагне розкрити таємничий злочинний синдикат, відомий як «Червона нитка».
- Блу Хант у ролі Амелії Рохас, молодої американки з Каліфорнії, яка приїжджає до Лондона після вбивства матері, щоб знайти Шерлока Холмса, свого ймовірного батька.
- Ардал О'Хенлон — містер Халліган, дворецький і водій карети Шерлока
- Фіона Гласкотт у ролі леді Вайолет Сомерсет, багатої світської левиці та давньої подруги Шерлока, яка навчає молодих жінок дотримуватися належного етикету у вищому британському суспільстві.
- Ейдан МакАрдл — головний інспектор Вітлок, керівник Скотланд-Ярду, добре знайомий із Шерлоком
- Коджо Камара в ролі Кларенса Хафпенні, власника майстерні з виробництва карет
- Джо Клочек у ролі Деніела «Дена» Моріарті / Майкла Вайлі, сина професора Моріарті, з яким він розлучився, та неповнолітнього правопорушника, який виріс в Австралії.
- Дугрей Скотт у ролі професора Джеймса Моріарті, заклятого ворога Шерлока, ув'язненого у в'язниці Ньюгейт.

### Інші
- Мері О'Дрісколл — місіс Галліган, економка Шерлока та сестра-близнючка господині Шерлока, місіс Хадсон
- Джіа Хантер у ролі Клари Андерсон, дочки американського посла, яка потоваришувала з Амелією під час подорожі на човні до Англії.
- Філіп П. Кін — Пол Андерсон, батько Клари та новопризначений посол США у Великій Британії

### Запрошені гості
- Пол Рід — інспектор Буллівант, старший поліцейський, відповідальний за розслідування в резиденції американського посла
- Івана Мілічевич — Марджорі Андерсон, мати Клари та дружина Пола
- Хьойє О'Ґрейді — Чарльз «Чарлі» Голройд, водій карети родини Андерсонів
- Ейслінг Кірнс — Кессі, покоївка родини Андерсонів
- Савонна Спреклін у ролі Люсії Рохас, померлої матері Амелії та досвідченої інженерки, яка з'являється у флешбеках. Народилася Маленькою Голубкою, її етнічна приналежність розкривається у епізоді «Для рідних і близьких» як «дочка фермера та апача, з дідусем-іспанцем».
- Орен Кінлан у ролі Шоу Макферсона, лідера банди вуличних дітей, якого Шерлок наймає для пошуку інформації.
- Енді Келлегер у ролі Вімса, злочинця, пов'язаного з "Червоною ниткою"
- Майкл Еллен Шон — Маготт, партнер Вімса, пов'язаний з «Червоною ниткою»
- Каолан Бірн у ролі Данкворта, тюремного наглядача в'язниці Ньюгейт, вірного Моріарті
- Шаші Рамі в ролі Бертрама Бертвістла, страхового детектива, який розшукує зниклі коштовності американського посла.
- Джек Мід у ролі лорда Візерсі, дворянина, який працює на «Червону нитку»
- Шеймус О'Хара в ролі О'Лірі, ірландського охоронця Візерсі
- Антоніо Аакіл у ролі детектива Сванна, детектива наукового відділу Скотланд-Ярду, захопленого новітніми технологічними інноваціями.
- Руайрі Хедінг у ролі Піта Паунда, техніка, який встановлює телефон на Бейкер-стріт, 221B
- Шон Дагган у ролі доктора Джона Вотсона, найближчого друга Шерлока та досвідченого лікаря

## Хід зйомок
Серіал було анонсовано у лютому 2024 року, разом із кастингом Тьюліса, Ханта та Скотта.   Серіал створив Брендан Фолі, який виступає виконавчим продюсером разом із директором зйомок Джеймсом Даффом. Сценарії написали Майка Райт, Шеллі Голдштейн та Фолі. 
Зйомки проходили в Дубліні у квітні 2024 року, для зовнішніх зйомок використовувалася вулиця Норт-Грейт-Джордж .  Зйомки також відбувалися в графстві Віклоу .  Виробництво завершено у червні. 
Серіал складається з восьми годинних епізодів, усі з яких режисером є Брін Хіггінс. 

## Реліз
Прем'єра серіалу відбулася 16 квітня 2025 року  на каналі The CW у США та на Discovery+ у Великій Британії та Ірландії. 
На міжнародному рівні серіал транслюється каналами Yle та Amedia у Фінляндії, NRK у Норвегії, DR у Данії, SVT у Швеції, Amediateka у Росії, RÚV в Ісландії та SBS в Австралії. 
Станом на 29 травня 2025 року офіційних перекладів на українську мову немає.

## Відгуки
Напочатку серіал отримав схвальні відгуки. MediaPost заявила, що «Великий Девід Тьюліс заворожує в ролі Шерлока Холмса. Це шоу — високоякісний, добре зроблений пригодницький та містичний серіал — два слова, які складаються в одне: Розвага».  The Hollywood Reporter написав, що «Тьюліс ідеально вписується» в інакше «скромно кумедний» серіал з можливим майбутнім потенціалом. У ньому було виділено Дугрея Скотта за його «театральну фізичність» у ролі професора Моріарті.  AV Club вважав, що серіал «вдало переплітає таємницю з мелодрамою»  тоді як TV Guide також похвалив Тьюліса як «ідеально підібраного акторського складу» разом із Блу Хантом на роль можливої доньки Шерлока, та відзначив акторську гру другого плану Дугрей Скотт та Фіони Гласкотт . 

## Зовнішні посилання
- Шерлок і донька на сайті IMDb (англ.)
- Sherlock & Daughter at Escapade Media
- Official website